# Frederik Thomsen
Frederik Thomsen (født 1993) er en dansk atlet medlem af Ballerup AK.
Frederik Thomsen deltog i højdespring ved European Youth Olympic Trials 2010 i Moskva, hvor han med 1,98 tangerede sin personlige rekord, et resultat som dog ikke rakte til en plads i finalen. Senere på året nåede han to meter for første gang ved et stævne i Greve, som i de to følgende uger blev forbedret til 2,02m på Världsungdomsspelen i Gøteborg og 2,03 på Öresundsspelen i Helsingborg. På de danske mesterskaber vandt han sølv da han tangerede sin personlige rekord 2,03m.
Ved Vintersprint 2012 i Marselisborghallen tangerede Frederik Thomsen med tiden 5,99s Hossein Asgaris danske juniorrekord på 50 meter fra 1999.
Ved DM blev det til tre medaljer: Sølvmedaljer på 60 meter og i højdespring samt bronzemedalje i længdespring med nye personlige rekorder i alle tre discipliner. Ved DMU-inde ugen efter vandt han længdespring ved at besejre Andreas Trajkovski med et
spring på 7,60 meter i sidste omgang. Det var ikke bare Trajkovskis første nederlag til en jævnaldrende dansker, men også en forbedring på 1 cm af Trajkovskis junior- såvel som U23-rekord. 7,60 meter er desuden 5 cm over kravet til sommerens Junior-VM 2012.
Frederik Thomsen var 23. juni 2012 involveret i to danske juniorrekorder i Mannheim. Først vandt han sit indledende heat på 100 meter i 10,57 sek. (+0,6) og tangerede dermed Benjamin Hechts 15 år gamle rekord. Han løb også sidsteturen for det danske 4 x 100 meter landshold, som kom i mål i 41,10, en forbedring på 0,62 sek. af den rekord, som blev sat ved Junior-NM 2011 på Østerbro Stadion. Med på holdet var desuden Andreas Trajkovski, Asger Gerrild, Emil Strøm.

## Danske mesterskaber
- Sølv 2012 60 meter-inde 6,83s
- Sølv 2012 Højdespring-inde 2,06m
- Bronze 2012 Længdespring-inde 7,36m
- Sølv 2011 60 meter-inde 6,91s
- Sølv 2011 Højdespring-inde 2,03m
- Sølv 2010 Højdespring